# 乙基黃原酸鈉
乙基黄原酸钠（SEX）是一种有机硫化合物，化学式为CH3CH2OCS2Na。它是一种淡黄色粉末，通常以二水合物的形式存在。乙基黄原酸钠在采矿业中用作浮选剂。 與乙基黄原酸钠有相同陰離子的對應鉀鹽：乙基黄原酸钾 (KEX)，通常由無水鹽的形式製備得來。

## 生产
类似于大多数黄原酸盐的制备，乙基黄原酸钠可以通过用二硫化碳和乙醇钠反應来制备： 
{\displaystyle {\ce {CH3CH2ONa +CS2->CH3CH2OCS2Na}}}

## 性质
乙基黄原酸钠为淡黄色粉末。如果不加热，其水溶液在高pH值下是稳定的。它在 25 ℃、pH< 9的水溶液環境中會迅速水解。它的共轭酸pK a理论值为1.6，但游离酸尚属未知，其pKb估计为12.4 。乙基黄原酸钠容易吸附在许多硫化矿物的表面。 

### 在水中分解
黄原酸盐容易水解和氧化： 
1. 在水溶液中低pH值水解：
{\displaystyle {\ce {C2H5OCS2Na + H+ ->C2H5OH + CS2 + Na+}}}
2. 被氧气氧化：
{\displaystyle {\ce {4C2H5OCS2- +2H2O +O2-> 2{(C2H5OCS2)2}+ 4OH-}}}

## 检测
乙基黄原酸钠 (SEX) 可以通过红外線(1179、1160、1115、1085 cm -1 ) 和紫外線 (300 nm) 范围内的光学吸收峰譜进行识别。此外，有六种以上的化学检测方法：
1. 碘量法依靠碘氧化成双黄原，用淀粉指示剂检测产物。然而，这种方法没有选择性，并且会受到其他含硫化学品的干扰。 [7]
2. 黄原酸盐可以与硫酸铜或酒石酸銅反应，产生黄原酸铜残留物，可用碘检测。该方法的优点是对亚硫酸盐、硫代硫酸盐和碳酸盐杂质不敏感。[8]
3. 在酸碱检测法中，稀释的黄原酸盐水溶液与大量的 0.01 M盐酸反应，生成二硫化碳和醇，并对其进行測量，之後通过过滤和滴定去除过量的酸和杂质。 [8]
4. 在银量法中，乙基黄原酸钠在稀溶液中与硝酸银反应。所得黄原酸银用10%硝酸铁水溶液检测。这种方法的缺点是银成本高，且硝酸银会使黄原酸银变黑，从而降低检测精度。[8]
5. 测汞法是将黄原酸盐溶于40%二甲胺水溶液，加热滴定，用鄰羟基汞苯甲酸滴定，滴定产物用硫代荧光素检测。[8]
6. 高氯酸法涉及将黄原酸盐溶解在无水醋酸中。产品用高氯酸滴定，並以结晶紫检测。[8]

乙基黄原酸钠也可以使用重量法定量，通过称量 乙基黄原酸钠 与 10% 硝酸铅溶液反应后得到的黄原酸铅残留物。还有几种电化学检测方法，可以与上述一些化学技术结合使用。 

## 应用
乙基黄原酸钠是在采矿业作為金属如铜、镍、银或金的浮选剂，以及从矿石中固体金属硫化物或氧化物的回收浆料。该应用方式由 Cornelius H. Keller 于 1925 年提出。乙基黄原酸钠的其他应用包括做為落叶剂、除草剂和橡胶添加剂，以保护橡胶免受氧气和臭氧的影响。 
西元2000 年時，澳大利亚生产了多达 10,000吨乙基黄原酸钠，进口了约 6,000 吨，其中大部分来自中国。 在澳大利亚生产的乙基黄原酸钠為40%的固体水溶液，被稱為「液体乙基黄原酸钠」。 它是通过用氢氧化钠和乙醇在密闭空間中和二硫化碳共同反應获得的。 其密度为1.2 g/cm 3 ，凝固点为-6 °C。 

## 安全
乙基黄原酸钠对动物有中等经口服和皮肤接觸毒性，且對眼睛和皮肤有刺激性。 它对水生生物尤其有毒，因此其处置受到严格控制。  （雄性白化病小鼠，口服，pH~11 的 10% 溶液）的中位致死剂量为 730 毫克/千克体重，大多数死亡個例发生在第一天，且發現受乙基黄原酸钠毒性影响最严重的器官是中枢神经系统、肝脏和脾脏。 
自 西元1993 年以来，乙基黄原酸钠在澳大利亚被列为優先評估既有化學物質，这意味着其制造、处理、储存、使用或处置可能会对健康或环境产生不利影响。由于该化学品在工业中的广泛使用及其分解为有毒和易燃的二硫化碳气体，该决定被廣泛視為是合理的。在澳大利亚发生的两个乙基黄原酸钠泄漏案例中，一个导致 100 人疏散，6 名接触烟雾的工人住院治疗。在另一起事故中，泄漏区域的居民回報头痛、头晕和恶心的症狀。 因此，在高风险乙基黄原酸钠处理操作中，澳大利亚法规要求工人配备防护服、防静电手套、靴子和全面罩呼吸器或自给式呼吸器。